# Interioryzacja
Interioryzacja (inaczej uwewnętrznienie) – w psychologii społecznej mechanizm obronny, który polega na uwewnętrznianiu zewnętrznych treści. 
Przykłady:
- Normy społeczne początkowo przeżywane są przez dzieci jako coś narzuconego lecz po pewnym czasie dziecko przyjmuje je jako własne;
- Ciche mówienie do siebie staje się coraz to cichsze, w końcu zamienia się w myślenie - mowa została uwewnętrzniona.

Uwewnętrznianie poglądu społeczności, w której się żyje, może spełniać funkcję obrony w stosunku do lęku przed śmiercią. Interioryzacja światopoglądu daje wtedy złudzenie nieśmiertelności, a przynajmniej wykraczania swojego życia poza jednostkową egzystencję. Może dawać także ukojenie w sensie dosłownym: akceptacja np. światopoglądu dla chrześcijan, muzułmanów, buddystów oznacza obietnicę życia wiecznego w tej czy innej formie.
Zdolność do interioryzacji czynności zewnętrznych, ich przekształcaniu w czynności wyobrażeniowe, umysłowe, psychiczne, jest warunkiem internalizacji norm społecznych oraz przepisów ról, tj. zbioru przywilejów, wymagań i reguł składających się na koncepcje roli. Interioryzowanie czynności przez podmiot nie wyznacza jednak automatycznie możliwości internalizacji norm, zasad, reguł pełnienia ról itp. Zdolność internalizacji pojawia się dopiero na określonym etapie rozwoju ocen moralnych. 
Tak więc między pojęciem interioryzacji i internalizacji istnieją związki logiczne i treściowe. Nie są to jednak relacje nadrzędności i podrzędności, lecz zależności typu genetycznego i przyczynowo-skutkowego.